# Рас Лануф
Рас Лануф (арап. راس لانوف Ra's Lānūf, такође: Рас ел Унуф) је медитерански град у северној Либији, на обали залива Сидра. Град је седиште Рафинерије Рас Лануф, направљене 1984, са капацитетом прераде 220.000 барела сирове нафте на дан. Рафинеријом управља Предузеће за прераду нафте и гаса Рас Лануф, које је у власништву Националне нафтне корпорације. Осим тога, у граду се наалзи Петрохемијски комплекс Рас Лануф — велики нафтни терминал — и нафтоводи: Амал-Рас Лануф, Месла-Рас Лануф, и Дефа-Рас Лануф.